# Dekanat Gorlice
Dekanat Gorlice (łac. Decanatus Gorlicensis) – dekanat wchodzący w skład rzymskokatolickiej diecezji rzeszowskiej.

## Historia
Dekanat został powołany w 1928 r. Od 28 października 1925 m.in. dekanat Biecz w tym należąca do niego parafia Gorlice zostały włączone do diecezji tarnowskiej z diecezji przemyskiej. 8 września 1928 roku na mocy dekretu biskupa tarnowskiego Leona Wałęgi dokonano zmian w dekanatach i powołano nowe, w tym utworzono dekanat Gorlice. Do dekanatu gorlickiego weszły wówczas parafie: Gorlice (stolica dekanatu), Bystra, Kobylanka, Łużna, Moszczenica, Sękowa, Staszkówka, Szymbark, Turza i Zagórzany (10 parafii). 
3 czerwca 1986 dekanat gorlicki został podzielony na dwa tj.: Gorlice-Południe oraz Gorlice-Północ. 
25 marca 1992 r. odbyła się reorganizacja diecezji i prowincji kościelnych w Polsce na mocy bulli papieskiej "Totus tuuus Poloniae Populus". Dekanaty Gorlice - Południe (z wyjątkiem 5 parafii) i Gorlice - Północ (z wyjątkiem 7 parafii) zostały włączone do nowo utworzonej diecezji rzeszowskiej tworząc znów jeden dekanat Gorlice do dziś.

## Parafie dekanatu Gorlice
Obecnie dekanat gorlicki tworzy 11 parafii:
- Gładyszów, pw. Narodzenia Świętego Jana Chrzciciela,
- Gorlice, pw. Narodzenia NMP,
- Gorlice, pw. św. Andrzeja Boboli,
- Gorlice, pw. św. Jadwigi Królowej,
- Gorlice-Glinik Mariampolski, pw. Matki Bożej Nieustającej Pomocy,
- Kobylanka, pw. św. Jana Chrzciciela,
- Małastów, pw. Wniebowzięcia NMP,
- Męcina Wielka, pw. śś. Kosmy i Damiana,
- Ropica Polska, pw. Miłosierdzia Bożego,
- Sękowa, pw. św. Józefa Oblubieńca NMP,
- Smerekowiec, pw. św. Michała Archanioła.